# イザベラ・オブ・マー
イザベラ・オブ・マー（スコットランド語: Isabella of Mar, fl. 1296年）は、キャリック伯ロバート・ブルース7世（のちのスコットランド王ロバート1世）の最初の妻である。イザベラはロバートがスコットランド王として即位するより前に亡くなった。夫妻はスコットランド王ロバート2世の祖父母である。
マー伯ドーナル1世（? - 1297年以前）と大ルウェリン（1173年頃 - 1282年）の娘であるエレナとの間の娘であった。イザベラの父は、アナンデイルの領主ロバート・ブルース5世（1215年頃 - 1295年）がスコットランド王位の権利を主張したときに（大訴訟）、彼を支持した。ドーナルの家系（マー氏族）とブルース家との緊密な関係は次の二つの婚姻によって示される。一つは、イザベラと、ロバート・ブルース5世の孫であるキャリック伯ロバート・ブルース7世との間の婚姻。もう一つは、ドーナルの息子でありマー伯位の継承者であるGartnait (en) （? - 1302年頃）とロバート・ブルース7世の姉との間の結婚である。
ロバート・ブルース7世とイザベラはおそらく1290年代に結婚した。この婚姻から産まれたのは一人の娘マージョリー（1316年没）であり、彼女は1296年頃に産まれた。
イザベラが亡くなった後、ロバート・ブルース7世は2番目の妻としてエリザベス・ド・バラ（1284年頃 - 1327年）と結婚した。イザベラとロバートの娘であるマージョリーはウォルター・ステュアートと結婚し、彼らの息子はのちにスコットランド王ロバート2世として即位することになる。